# Geoff Rowley
Geoffrey Joseph Rowley Junior (Liverpool, Inglaterra em 6 de junho de 1976), mais conhecido como Geoff Rowley, é um skatista profissional britânico. Com 18 anos, Rowley foi para a Califórnia, com um contrato de patrocínio com Flip Skateboards, uma companhia anglo-americana que detém agora junto com Jeremy Fox e Ian Deacon.

## Biografia
Rowley nasceu em Liverpool, Inglaterra. Rowley começou a praticar skate aos 12 anos. No começo, ele fez como um hobby, mas logo se tornou obcecado com esse esporte a ponto de praticar com um amigo das oito da manhã até as cinco da madrugada, parando apenas 4 vezes para comer. Quando Rowley tinha 18 anos, a Flipy Skateboards (naquela época era uma empresa britânica chamada "Deathbox") faz uma oferta para patrociná-lo e assim ele se muda para Califórnia. Nos Estados Unidos foi onde Rowley começava a deslanchar.
Em 2001 foi nomeado "Skatista do Ano" pela prestigiada revista Thrasher, e apareceu em cinco edições da série de jogos de sucesso Tony Hawk's, isso fez aumentar ainda mais a sua reputação internacional. Após cinco anos de ser incluído no jogo (desde o primeiro Tony Hawk's Pro Skater até Tony Hawk's Underground) as causas de Rowley não continuar a aparecer nos jogos ficou sem resposta. Rowley, diz que "não tem ideia do porquê". "Talvez eu não seja bom o suficiente, ou talvez eu tenha sido "poupado", mas voltou em Tony Hawk's Pro Skater HD. Parece que o Tony (Hawk) olha para si mesmo e as pessoas ao seu redor. Ele diz que olha para o bem do skate, mas eu não acho que seja isso".
Também nos Estados Unidos aventurou-se no lado financeiro do skate e do design de tênis. Geoff Rowley se tornou um dos proprietários da Flip Skateboards, que o contratou e que, agora, tem sua sede em Huntington Beach, Califórnia. Por sua vez, começou a projetar seus próprios tênis para a Vans, como os modelos Rowley XLT, XL2 ou XLIII, entre outros.
Rowley é um dos melhores skatistas do mundo e um dos mais bem pagos. Além das empresas Vans e Flip, Geoff está patrocinando empresas como Volcom, Ricta, Grip Mob, Boost Mobile eIndependent Trucks.

## Vídeos
Participou de 3 vídeos patrocinados pela Flip Skateboards, ao lado de outros skatistas.
O primeiro vídeo é chamado de "Sorry", o segundo é chamado de "Really Sorry", e o terceiro é chamado de "Extremely Sorry".
Além de ter uma parte no vídeo da Vans (Propeller) extremamente cabreira!